# Maisenkögerl
Maisenkögerl är ett berg i Österrike.   Det ligger i distriktet Gmunden och förbundslandet Oberösterreich, i den centrala delen av landet, 180 km väster om huvudstaden Wien. Toppen på Maisenkögerl är 945 meter över havet.
Terrängen runt Maisenkögerl är huvudsakligen kuperad, men söderut är den bergig. Närmaste större samhälle är Scharnstein, 1,5 km nordväst om Maisenkögerl. 
I omgivningarna runt Maisenkögerl växer i huvudsak blandskog. Runt Maisenkögerl är det ganska tätbefolkat, med 65 invånare per kvadratkilometer.